# Thaumatowithius
Genre
Thaumatowithius est un genre de pseudoscorpions de la famille des Withiidae.

## Distribution
Les espèces de ce genre sont endémiques des Mascareignes. Elles se rencontrent à l'île Maurice et à La Réunion.

## Liste des espèces
Selon Pseudoscorpions of the World (version 3.0) :
- Thaumatowithius aberrans Mahnert, 1975
- Thaumatowithius tibialis Beier, 1940

## Publication originale
- Beier, 1940 : Die Pseudoscorpionidenfauna der landfernen Inseln. Zoologische Jahrbücher, Abteilung für Systematik, Ökologie und Geographie der Tiere, vol. 74, p. 161-192.